# Ryszard Zieliński (matematyk)
Ryszard Zieliński (ur. 1932, zm. 30 kwietnia 2012) – polski matematyk, profesor nauk matematycznych.

## Życiorys
W 1955 r. ukończył studia statystyczne w Szkole Głównej Planowania i Statystyki, a w 1964 r. studia matematyczne na Uniwersytecie Warszawskim. W 1988 r. uzyskał tytuł profesora nauk matematycznych. Pracował w Instytucie Matematycznym PAN.
Był członkiem Komitetu Matematyki PAN.

## Publikacje
- Ryszard Zieliński Generatory liczb losowych Wydawnictwa Naukowo-Techniczne, Seria Informatyka, Warszawa 1979 wydanie 2. ISBN 83-204-0126-7